# 블레이즈 가드비 립먼

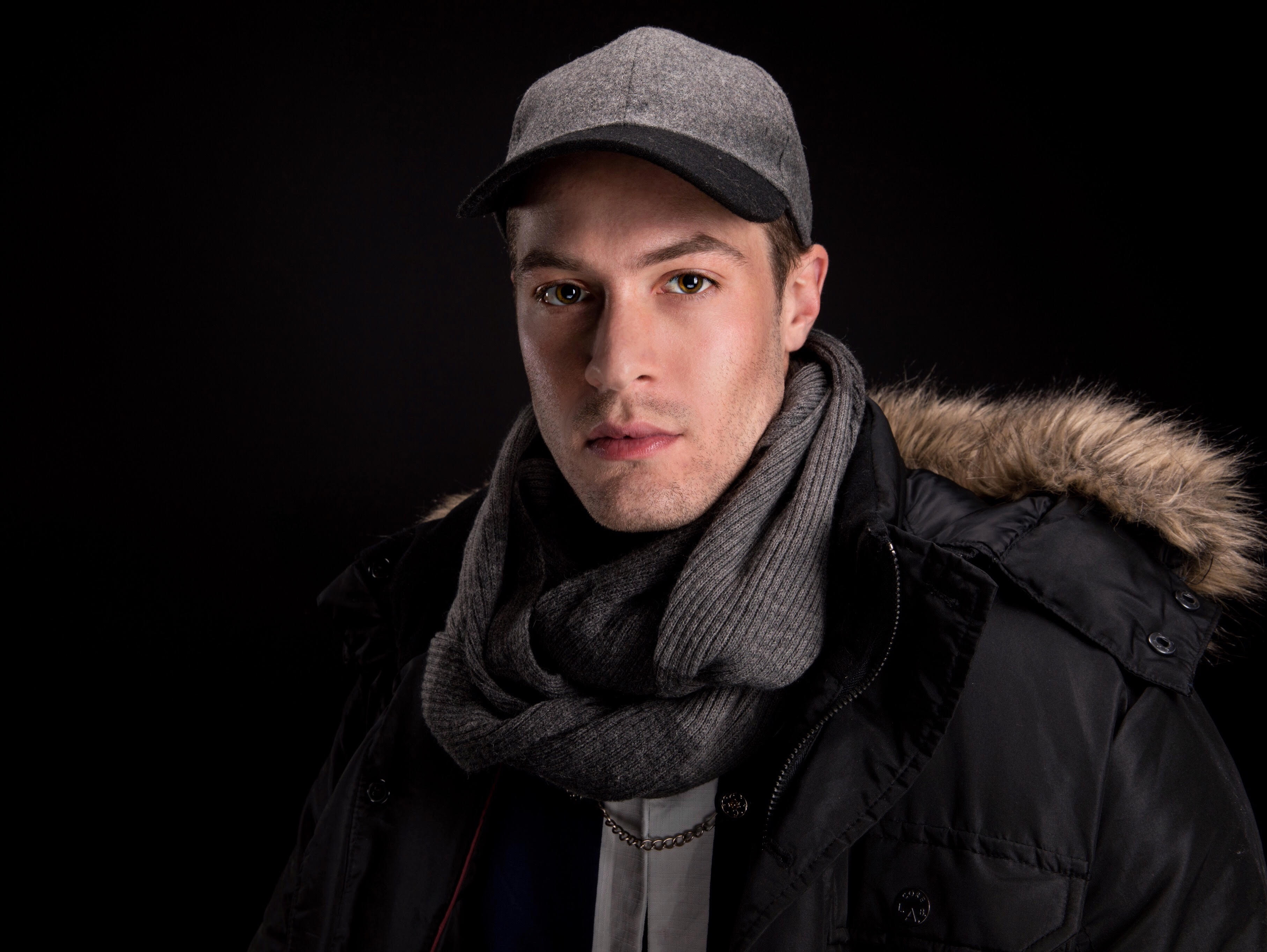

블레이즈 가드비 립먼(Blaise Godbe Lipman, 1989년 6월 19일 ~ )은 미국의 배우, 텔레비전 배우이다.
빅서에서 태어났다.

## 영화
- 더 다크 플레이스 (2014년)
- 아마추어 (2014년)
- 어나더 스투피드 데이 (2013년)
- 썸웨어 슬로우 (2013년) - 라일리 루이스 역
- 노바디 웍스 (2012년)
- 비트레이드 앳 17 (2011년)